# 서우
서우(본명: 김문주, 1985년 7월 7일 ~ )는 대한민국의 배우이다.

## 학력
- 선화예술중학교 (무용과 / 졸업)
- 선화예술고등학교 (무용과 / 졸업)
- 수원과학대학교 (방송연예과 04 / 전문학사)
- 건국대학교 (영화학 11 / 학사)

## 출연 작품

### 드라마
| 연도 | 방송사 | 제목             | 역할          | 비고          |
| ---- | ------ | ---------------- | ------------- | ------------- |
| 2007 | MBC    | 김치 치즈 스마일 | 서우          |               |
| 2009 | MBC    | 탐나는도다       | 장버진        |               |
| 2010 | KBS2   | 신데렐라 언니    | 구효선        |               |
| 2010 | MBC    | 욕망의 불꽃      | 백인기/박혜진 |               |
| 2011 | SBS    | 내일이 오면      | 윤은채        |               |
| 2012 | tvN    | 유리가면         | 강이경/서정하 |               |
| 2013 | MBC    | 제왕의 딸 수백향 | 설희          |               |
| 2015 | SBS    | 심야식당         | 효진          | 12화 특별출연 |

### 영화
| 연도 | 제목           | 역할        | 비고                 |
| ---- | -------------- | ----------- | -------------------- |
| 2007 | 아들           | 여일        |                      |
| 2008 | 우리 학교 대표 | 이선아      | 단편영화             |
| 2008 | 미쓰 홍당무    | 서종희      |                      |
| 2009 | 핸드폰         | 정이규 동생 | 특별출연             |
| 2009 | 파주           | 최은모      |                      |
| 2010 | 하녀           | 해라        |                      |
| 2012 | 노크           | 이정화      | TV영화, MBN에서 방영 |
| 2019 | 더하우스       | 은비루      |                      |

### 뮤직비디오
| 연도 | 제목                 | 가수   | 비고 |
| ---- | -------------------- | ------ | ---- |
| 2009 | 〈좋은날 Ⅱ〉         | 이승환 |      |
| 2010 | 〈Right Now〉        | 싸이   |      |
| 2012 | 〈그 입술을 뺏었어〉 | 비투비 |      |

## 그밖의 활동

### 예능
- 2009년 KBS2 《해피투게더》
- 2010년 KBS2 《해피투게더》 신데렐라 언니 특집
- 2011년 KBS2 《해피선데이 - 1박 2일》 여배우 특집
- 2014년 SBS 《일요일이 좋다 - 런닝맨》 악녀 특집
- 2015년 KBS2 《해피투게더》 MC 추천 특집
- 2017년 SBS Plus 《떠나요 둘이서》 - 2017년 7월 1일 방송

### 홍보대사
- 2015년 '배려 교통문화 실천운동' 홍보대사

## 수상 및 후보
| 연도 | 시상식                            | 부문                        | 작품             | 결과 |
| ---- | --------------------------------- | --------------------------- | ---------------- | ---- |
| 2008 | 제2회 Mnet 20's Choice            | Hot CF스타상                | 옥메와까         | 후보 |
| 2008 | 제28회 한국영화평론가협회상       | 신인여우상                  | 미쓰 홍당무      | 수상 |
| 2008 | 제29회 청룡영화상                 | 신인여우상                  | 미쓰 홍당무      | 후보 |
| 2008 | 제7회 대한민국 영화대상           | 신인여우상                  | 미쓰 홍당무      | 수상 |
| 2008 | 제11회 디렉터스 컷 시상식         | 올해의 여자 신인연기자상    | 미쓰 홍당무      | 수상 |
| 2009 | 제1회 KMDb 초이스 어워드          | 여우조연상                  | 미쓰 홍당무      | 수상 |
| 2009 | 제45회 백상예술대상               | 영화부문 여자 신인연기상    | 미쓰 홍당무      | 후보 |
| 2009 | 제18회 부일영화상                 | 신인 여자연기상             | 미쓰 홍당무      | 수상 |
| 2009 | MBC 연기대상                      | 여자 신인연기상             | 탐나는도다       | 수상 |
| 2009 | MBC 연기대상                      | 여자 인기상                 | 탐나는도다       | 수상 |
| 2009 | MBC 연기대상                      | 베스트 커플상 (with 임주환) | 탐나는도다       | 후보 |
| 2010 | 제46회 백상예술대상               | TV부문 여자 신인연기상      | 탐나는도다       | 후보 |
| 2010 | 제46회 백상예술대상               | 영화부문 여자 최우수연기상  | 파주             | 후보 |
| 2010 | 제4회 아시아 태평양 스크린 어워드 | 여우주연상                  | 파주             | 후보 |
| 2010 | 제47회 대종상                     | 여우조연상                  | 하녀             | 후보 |
| 2010 | 제8회 대한민국 영화대상           | 여우조연상                  | 하녀             | 후보 |
| 2010 | 제3회 코리아 드라마 어워즈        | 여자 신인연기상             | 신데렐라 언니    | 수상 |
| 2010 | MBC 연기대상                      | 여자 인기상                 | 욕망의 불꽃      | 후보 |
| 2010 | MBC 연기대상                      | 베스트 커플상 (with 유승호) | 욕망의 불꽃      | 후보 |
| 2010 | KBS 연기대상                      | 여자 신인연기상             | 신데렐라 언니    | 후보 |
| 2011 | 제6회 아시아 모델상 시상식        | 패셔니스타상                | 빈칸             | 수상 |
| 2013 | MBC 연기대상                      | 연속극부문 여자 우수연기상  | 제왕의 딸 수백향 | 후보 |